# 柞田村
柞田村（くにたむら）は、かつて香川県にあった村。

## 沿革
- 1890年（明治23年）2月15日 - 町村制施行により豊田郡柞田村が村制施行し、柞田村が発足。
- 1899年（明治32年）3月16日 - 郡の統合により三豊郡に所属。
- 1955年（昭和30年）1月1日 - 三豊郡観音寺町、常磐村、高室村と合併し観音寺市を新設して消滅。